# Rosa dolichocarpa
Rosa dolichocarpa är en rosväxtart som beskrevs av Anatol I. Galushko. Rosa dolichocarpa ingår i släktet rosor, och familjen rosväxter. Inga underarter finns listade i Catalogue of Life.